# 雅庫布·錫利納
雅庫布·錫利納（1987年11月21日—），捷克籃球運動員。他現在效力於捷克籃球聯賽球隊BK Opavaur。他也代表捷克國家籃球隊參賽，出戰2020年夏季奧林匹克運動會。